# Museo della Repubblica Romana e della memoria garibaldina
Il Museo della Repubblica Romana e della memoria garibaldina fa parte dei Musei in comune ed è sito a largo di Porta San Pancrazio nel rione Trastevere a Roma.
Il museo è stato inaugurato il 17 marzo 2011 dal presidente della Repubblica Italiana Giorgio Napolitano, in occasione della celebrazione del 150º anniversario dell'Unità d'Italia.